# Jozef Hanák
Jozef Hanák (* 8. srpna 1976, Lučenec, Československo) je bývalý slovenský fotbalový brankář a mládežnický reprezentant, kariéru ukončil v létě 2015 v klubu FO ŽP ŠPORT Podbrezová, kde byl kapitánem a legendou týmu.

## Klubová kariéra
Jozef Hanák působil v žácích v týmu FK Divín, v dorostu hrál za Baník Kalinovo, Lučenec a FK Dukla Banská Bystrica. V dresu Dukly debutoval v dospělém fotbale.
Od roku 1998 hrál za celek FO ŽP ŠPORT Podbrezová (předtím zde na podzim 1997 hostoval), se kterým zažil po sezoně 2013/14 postup do 1. slovenské ligy. Po sezóně 2014/15 (Podbrezová se zachránila v první lize, s 29 body obsadila konečné 11. místo) ukončil profesionální hráčskou kariéru.

## Reprezentační kariéra
Byl členem slovenských reprezentačních výběrů U16, U17, U18.